# Liste der Bodendenkmäler in Bad Wörishofen
Auf dieser Seite sind die Bodendenkmäler in der schwäbischen Gemeinde Bad Wörishofen zusammengestellt. Diese Tabelle ist eine Teilliste der Liste der Bodendenkmäler in Bayern. Grundlage ist die Bayerische Denkmalliste, die auf Basis des Bayerischen Denkmalschutzgesetzes vom 1. Oktober 1973 erstmals erstellt wurde und seither durch das Bayerische Landesamt für Denkmalpflege geführt wird. Die folgenden Angaben ersetzen nicht die rechtsverbindliche Auskunft der Denkmalschutzbehörde.

## Bodendenkmäler der Gemeinde Bad Wörishofen

### Bodendenkmäler im Ortsteil Bad Wörishofen
| Lage                      | Objekt | Akten-Nr.     | Bild |
| ------------------------- | --- | ------------- | ---- |
| Bad Wörishofen (Standort) | Burgstall des Mittelalters. | D-7-7929-0052 |      |
| Bad Wörishofen (Standort) | Mittelalterliche und frühneuzeitliche Befunde im Bereich der Katholischen Stadtpfarrkirche St. Justina in Bad Wörishofen.                                                          | D-7-7929-0115 |      |
| Bad Wörishofen (Standort) | Mittelalterliche und frühneuzeitliche Befunde im Bereich des abgebrochenen Schlosses und des Dominikanerinnenklosters mit Klosterkirche Maria Königin der Engel in Bad Wörishofen. | D-7-7929-0158 |      |
| Bad Wörishofen (Standort) | Freilandstation des Mesolithikums und Siedlung des Neolithikums. | D-7-8029-0023 |      |
| Bad Wörishofen (Standort) | Frühneuzeitliche Befunde im Bereich der Katholischen Kapelle zur Hl. Kümmernis in Obergammenried, darunter der Vorgängerbau.                                                       | D-7-8029-0155 |      |
| Bad Wörishofen (Standort) | Frühneuzeitliche Befunde im Bereich der abgegangenen Kapelle St. Sebastian und Rochus und des ehemaligen Friedhofs (Pestfriedhof).                                                 | D-7-8029-0179 |      |

### Bodendenkmäler im Ortsteil Dorschhausen
| Lage                    | Objekt | Akten-Nr.     | Bild |
| ----------------------- | --- | ------------- | ---- |
| Dorschhausen (Standort) | Mittelalterliche und frühneuzeitliche Befunde im Bereich der Katholischen Pfarr- und Wallfahrtskirche Mariä Heimsuchung in Dorschhausen. | D-7-7929-0117 |      |

### Bodendenkmäler im Ortsteil Kirchdorf
| Lage                 | Objekt | Akten-Nr.     | Bild |
| -------------------- | --- | ------------- | ---- |
| Kirchdorf (Standort) | Verebnete Grabhügel und Straße vor- und frühgeschichtlicher Zeitstellung.                                                                   | D-7-7929-0017 |      |
| Kirchdorf (Standort) | Siedlung vor- und frühgeschichtlicher Zeitstellung.                                                                                         | D-7-7929-0018 |      |
| Kirchdorf (Standort) | Gräber der Merowingerzeit. | D-7-7929-0098 |      |
| Kirchdorf (Standort) | Mittelalterliche und frühneuzeitliche Befunde im Bereich der Katholischen Pfarrkirche St. Stephanus in Kirchdorf und ihrer Vorgängerbauten. | D-7-7929-0119 |      |
| Kirchdorf (Standort) | Siedlung vor- und frühgeschichtlicher Zeitstellung.                                                                                         | D-7-7929-0148 |      |
| Kirchdorf (Standort) | Siedlung und Gräber vor- und frühgeschichtlicher Zeitstellung.                                                                              | D-7-7929-0151 |      |
| Kirchdorf (Standort) | Friedhof der frühen Neuzeit (Pestfriedhof).                                                                                                 | D-7-7929-0159 |      |

### Bodendenkmäler im Ortsteil Oberrammingen
| Lage                     | Objekt                                              | Akten-Nr.     | Bild |
| ------------------------ | --------------------------------------------------- | ------------- | ---- |
| Oberrammingen (Standort) | Siedlung vor- und frühgeschichtlicher Zeitstellung. | D-7-7929-0147 |      |

### Bodendenkmäler im Ortsteil Schlingen
| Lage                 | Objekt | Akten-Nr.     | Bild |
| -------------------- | --- | ------------- | ---- |
| Schlingen (Standort) | Mittelalterliche und frühneuzeitliche Befunde im Bereich der Katholischen Pfarrkirche St. Martin in Schlingen und ihrer Vorgängerbauten. | D-7-8029-0027 |      |
| Schlingen (Standort) | Siedlung der Latènezeit, der römischen Kaiserzeit sowie des Mittelalters und der frühen Neuzeit; Gräber der Merowingerzeit.              | D-7-8029-0028 |      |
| Schlingen (Standort) | Burgus der römischen Kaiserzeit. | D-7-8029-0029 |      |
| Schlingen (Standort) | Erdwerk vor- und frühgeschichtlicher Zeitstellung.                                                                                       | D-7-8029-0030 |      |
| Schlingen (Standort) | Straße der römischen Kaiserzeit. | D-7-8029-0031 |      |
| Schlingen (Standort) | Gräber der späten Merowingerzeit. | D-7-8029-0033 |      |
| Schlingen (Standort) | Siedlung und Grabhügel der Hallstattzeit.                                                                                                | D-7-8029-0034 |      |
| Schlingen (Standort) | Grabhügel der Hallstattzeit. | D-7-8029-0035 |      |
| Schlingen (Standort) | Grabhügel vorgeschichtlicher Zeitstellung.                                                                                               | D-7-8029-0038 |      |
| Schlingen (Standort) | Siedlung vor- und frühgeschichtlicher Zeitstellung.                                                                                      | D-7-8029-0039 |      |
| Schlingen (Standort) | Verebnete Grabhügel vorgeschichtlicher Zeitstellung und Siedlung der Hallstattzeit.                                                      | D-7-8029-0045 |      |
| Schlingen (Standort) | Grabhügel vorgeschichtlicher Zeitstellung.                                                                                               | D-7-8029-0046 |      |
| Schlingen (Standort) | Siedlung der römischen Kaiserzeit. | D-7-8029-0120 |      |
| Schlingen (Standort) | Mittelalterliche und frühneuzeitliche Befunde im Bereich der Katholischen Kapelle St. Christophorus in Frankenhofen.                     | D-7-8029-0152 |      |

### Bodendenkmäler im Ortsteil Stockheim
| Lage                                | Objekt | Akten-Nr.     | Bild |
| ----------------------------------- | --- | ------------- | ---- |
| Stockheim (Standort)                | Grabhügel vorgeschichtlicher Zeitstellung.                                                                                                | D-7-7929-0073 |      |
| Stockheim (Standort)                | Burgstall des Mittelalters. | D-7-7929-0074 |      |
| Stockheim (Standort)                | Mittelalterliche und frühneuzeitliche Befunde im Bereich der Katholischen Pfarrkirche St. Michael in Stockheim und ihrer Vorgängerbauten. | D-7-7929-0077 |      |
| Stockheim Bad Wörishofen (Standort) | Grabhügel vorgeschichtlicher Zeitstellung.                                                                                                | D-7-7929-0161 |      |